# Mardajuchi
Mardajuchi (en georgiano: მარდახუჭი) o Uarda Juichi (en abjasio: Уарда Хәыҷы, romanizado: Uarda Juychy) es una aldea que pertenece a la parcialmente reconocida República de Abjasia, parte del distrito de Gulripshi, aunque de iure pertenece al municipio de Gulripshi de la República Autónoma de Abjasia de Georgia.

## Geografía
Mardajuchi se encuentra en las estribaciones de los montes de Abjasia, en la orilla del río Kodori. La aldea se encuentra a 52 km de Gulripshi y se administra desde el pueblo de Lata. 

## Demografía
La evolución demográfica de Mardajuchi entre 1959 y 1989 fue la siguiente:
| 72                                                  | 40 |
| (Fuente: Population of Abkhazia since Soviet times) |    |

Antes de la guerra de Abjasia, la mayoría de la población local eran armenios.